# Dekanat San Pedro Claver (archidiecezja Cartagena de Indias)
Dekanat San Pedro Claver – jeden z 11 dekanatów rzymskokatolickiej archidiecezji Cartagena de Indias w Kolumbii. 
Według stanu na styczeń 2017 w skład dekanatu San Pedro Claver wchodziło 11 parafii rzymskokatolickich. Urząd dziekana sprawował wówczas Richard Nieto González. 

## Lista parafii
Źródło:
| Lp. | Miejscowość         | Parafia                                               | Grafika | Kościół                                                                     | Adres                                                                          | Proboszcz                           |
| --- | ------------------- | ----------------------------------------------------- | ------- | --------------------------------------------------------------------------- | ------------------------------------------------------------------------------ | ----------------------------------- |
| 1   | Cartagena de Indias | Parafia Matki Bożej Gromnicznej                       |         | Kościół Matki Bożej Gromnicznej w Cartagena de Indias                       | Pie de la Popa Cr. 20A # 29D-16, Cartagena                                     | ks. Sahabel Porto Herrera           |
| 2   | Cartagena de Indias | Parafia Matki Bożej Morza                             |         | Kościół Matki Bożej Morza w Cartagena de Indias                             | Cll 1A # 1-129 Avenida Almirante Bryion Edificio Mar y Lago, Barrio El Laguito | ks. Nelson José Serrano Castañeda   |
| 3   | Cartagena de Indias | Parafia Najświętszej Maryi Panny Wspomożenia Wiernych |         | Kościół Najświętszej Maryi Panny Wspomożenia Wiernych w Cartagena de Indias | Bocagrande, Cra 6 # 7 – 122.Cartagena                                          | ks. Richard Nieto González          |
| 4   | Cartagena de Indias | Parafia św. Piotra Klawera                            |         | Kościół św. Piotra Klawera w Cartagena de Indias                            | Centro Cr 4ª # 30-01.Cartagena                                                 | ks. Jorge Camacho                   |
| 5   | Cartagena de Indias | Parafia św. Rocha                                     |         | Kościół św. Rocha w Cartagena de Indias                                     | Getsemaní Cr 10C # 29-222, Cll. Espíritu Santo, Cartagena                      | ks. Simón Herrera Fernández         |
| 6   | Cartagena de Indias | Parafia Świętego Krzyża                               |         | Kościół Świętego Krzyża w Cartagena de Indias                               | Manga 2ª Av. # 21-70. Cartagena                                                | ks. Sergio López SDS                |
| 7   | Cartagena de Indias | Parafia Trójcy Przenajświętszej                       |         | Kościół Trójcy Przenajświętszej w Cartagena de Indias                       | Getsemaní Cra.10a Cll San Antonio # 25 – 174. Cartagena                        | ks. Yamil Martínez Gómez            |
| 8   | Cartagena de Indias | Parafia św. Dominika                                  |         | Kościół św. Dominika w Cartagena de Indias                                  | Centro Cr 3ª# 5-38, Cll. Santo Domingo. Cartagena                              | ks. Rafael Castillo Torres          |
| 9   | Cartagena de Indias | Parafia św. Turrybiusza                               |         | Kościół św. Turrybiusza w Cartagena de Indias                               | Cll. 38 # 6-107, Cll Sargento Mayor San Diego. Cartagena                       | Padre José Fernando Álvarez Salgado |
| 10  | Cartagena de Indias | Parafia św. Katarzyny Aleksandryjskiej                |         | Archikatedra św. Katarzyny Aleksandryjskiej w Cartagena de Indias           | Centro Cr 3ª# 5-38, Cll. Santo Domingo. Cartagena                              | Padre José Fernando Álvarez Salgado |
| 11  | Bocachica           | Parafia Matki Bożej Różańcowej                        |         | Kościół Matki Bożej Różańcowej w Bocachica                                  | Sector La Plaza, Bocachica                                                     | ks. Mario José García Olivera       |